# Cockfosters (metropolitana di Londra)
Cockfosters è una stazione della metropolitana di Londra della linea Piccadilly, della quale costituisce il capolinea settentrionale.

## Storia
La stazione fu aperta il 31 luglio 1933, l'ultima dell'estensione della Piccadilly line verso nord da Finsbury Park, circa quattro mesi dopo l'apertura di Oakwood. In fase di progetto erano stati suggeriti alcuni nomi alternativi per la stazione (Trent Park e Cock Fosters). In ogni caso, già dall'apertura il nome riportato sulla facciata dell'edificio era quello attuale.

## Strutture e impianti
La stazione fu progettata da Charles Holden nel moderno stile europeo, con l'uso di mattoni, vetro e cemento armato. Rispetto ad altre stazioni di questa sezione della metropolitana progettate da Holden, come Oakwood o Arnos Grove, l'edificio è di dimensioni modeste. La caratteristica peculiare della stazione è il tetto in vetro e cemento armato della rimessa treni e delle pensiline che coprono le piattaforme, costruite con supporti di cemento che sostengono travi, anch'esse in cemento, che si estendono al di sopra dei binari. Il deposito treni a Uxbridge, costruito nel 1937-38, ha un disegno simile. L'edificio, dal 26 maggio 1987, è un monumento classificato di Grade II.
La stazione ha tre binari e quattro piattaforme, numerate da 1 a 4. Il binario centrale può essere servito da entrambi i lati dalle piattaforme 2 e 3 (un esempio della cosiddetta soluzione spagnola).
Nel 2017 la Transport for London ha annunciato che Cockfosters sarà una delle prossime sei stazioni che verrà resa accessibile a passeggeri diversamente abili. La data prevista per la conclusione dei lavori è il 2020. I lavori sono stati completati nell'ottobre 2020.
Cockfosters è situata nella Travelcard Zone 5.

## Interscambi
Nelle vicinanze della stazione effettuano fermata alcune linee automobilistiche urbane, gestite da London Buses.
- Fermata autobus

## Nella cultura di massa
La stazione di Cockfosters ha un ruolo importante nel romanzo Mentre l'Inghilterra dorme dello scrittore americano David Leavitt. Uno dei protagonisti sta scrivendo un libro dal titolo The Train to Cockfosters.

## Galleria d'immagini

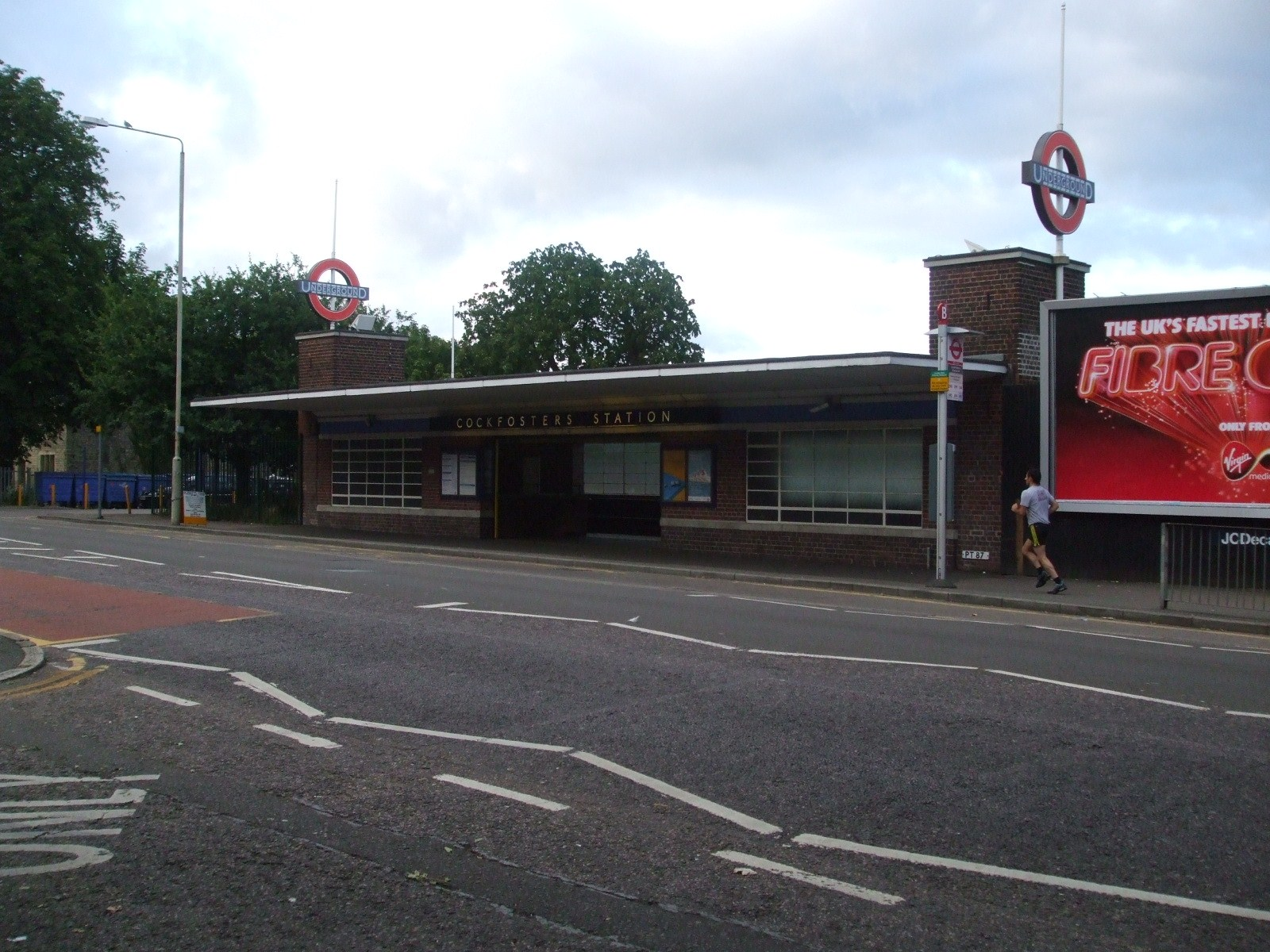
Ingresso principale
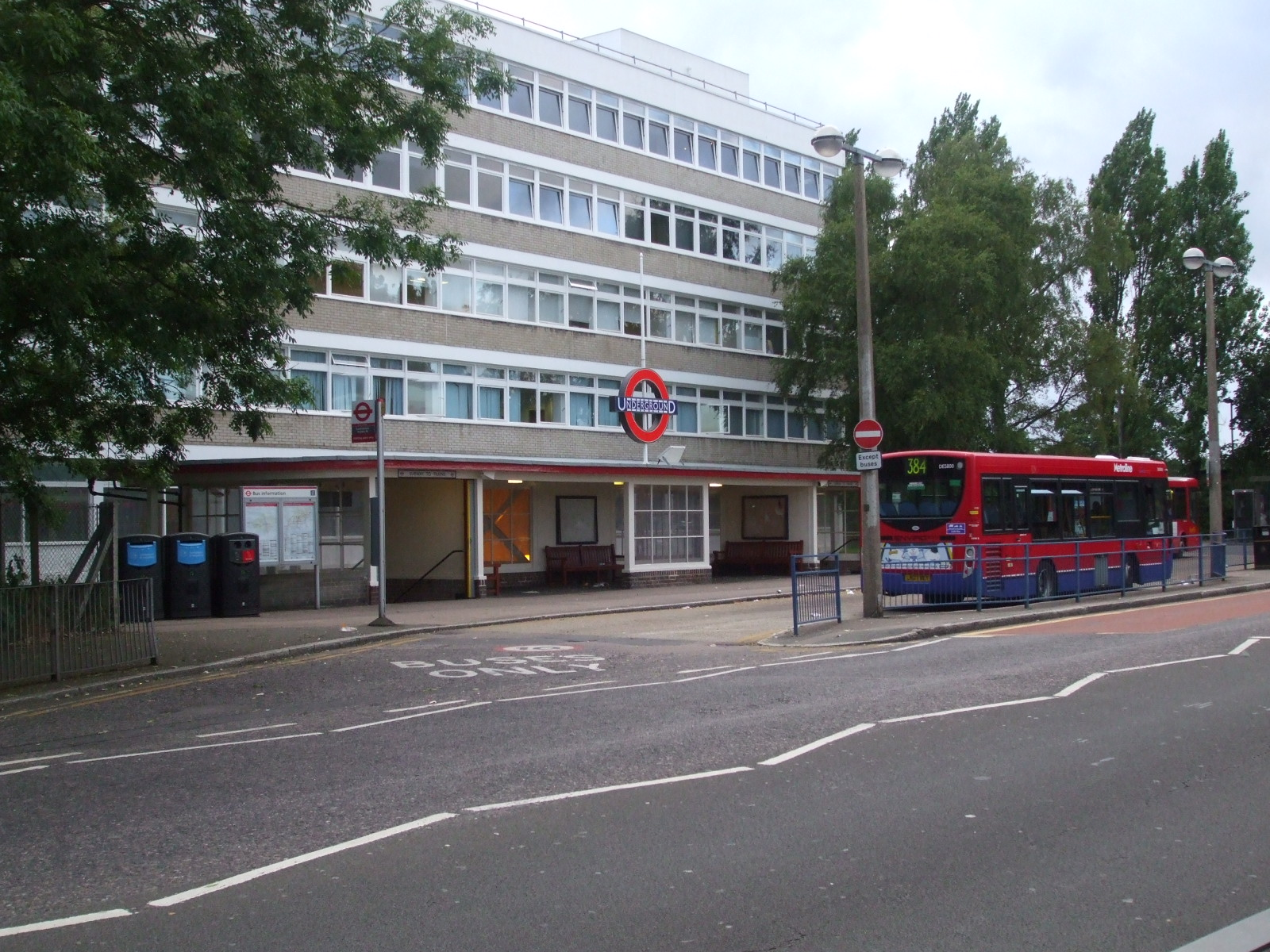
Ingresso occidentale
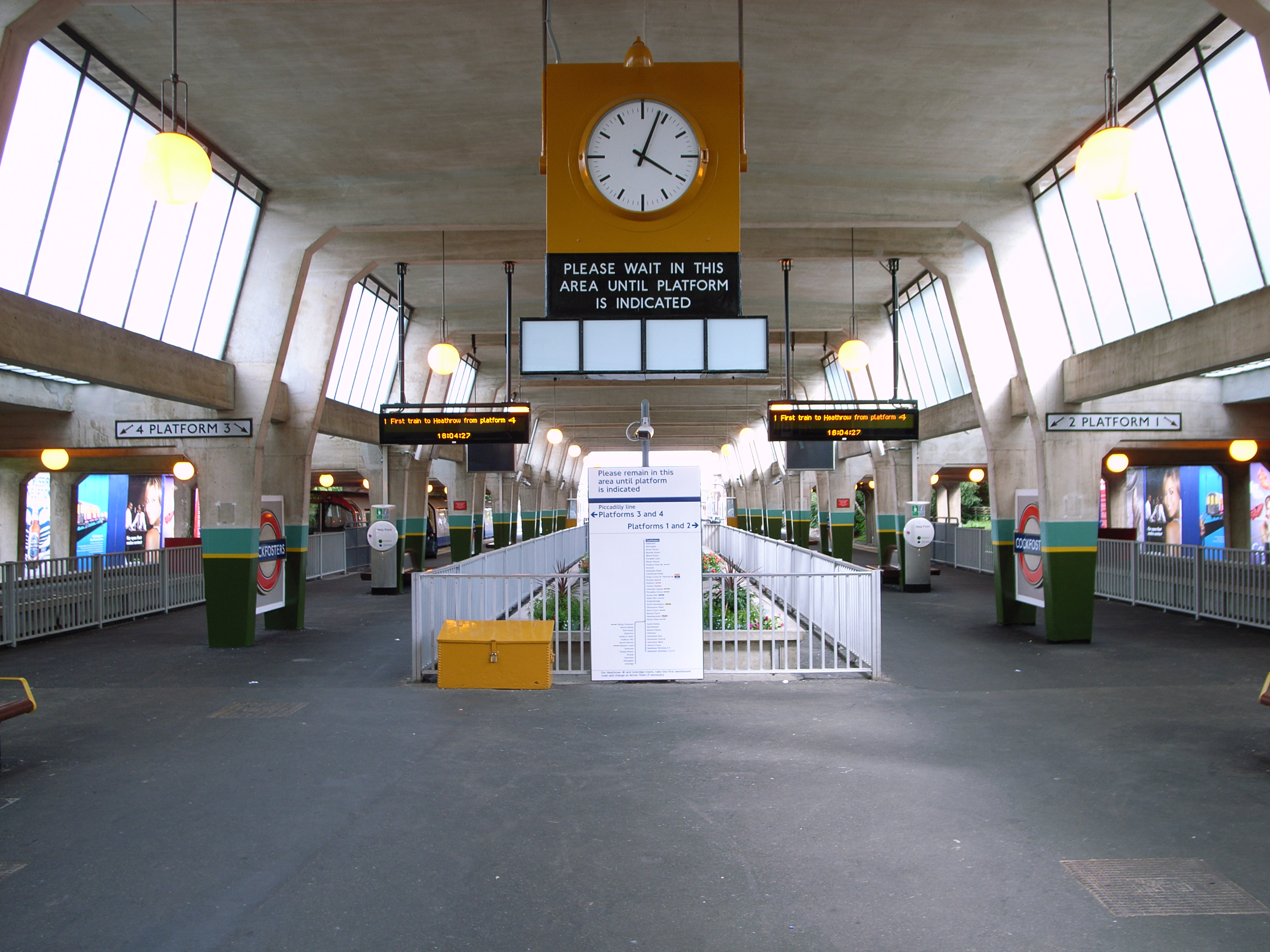
Interno della stazione
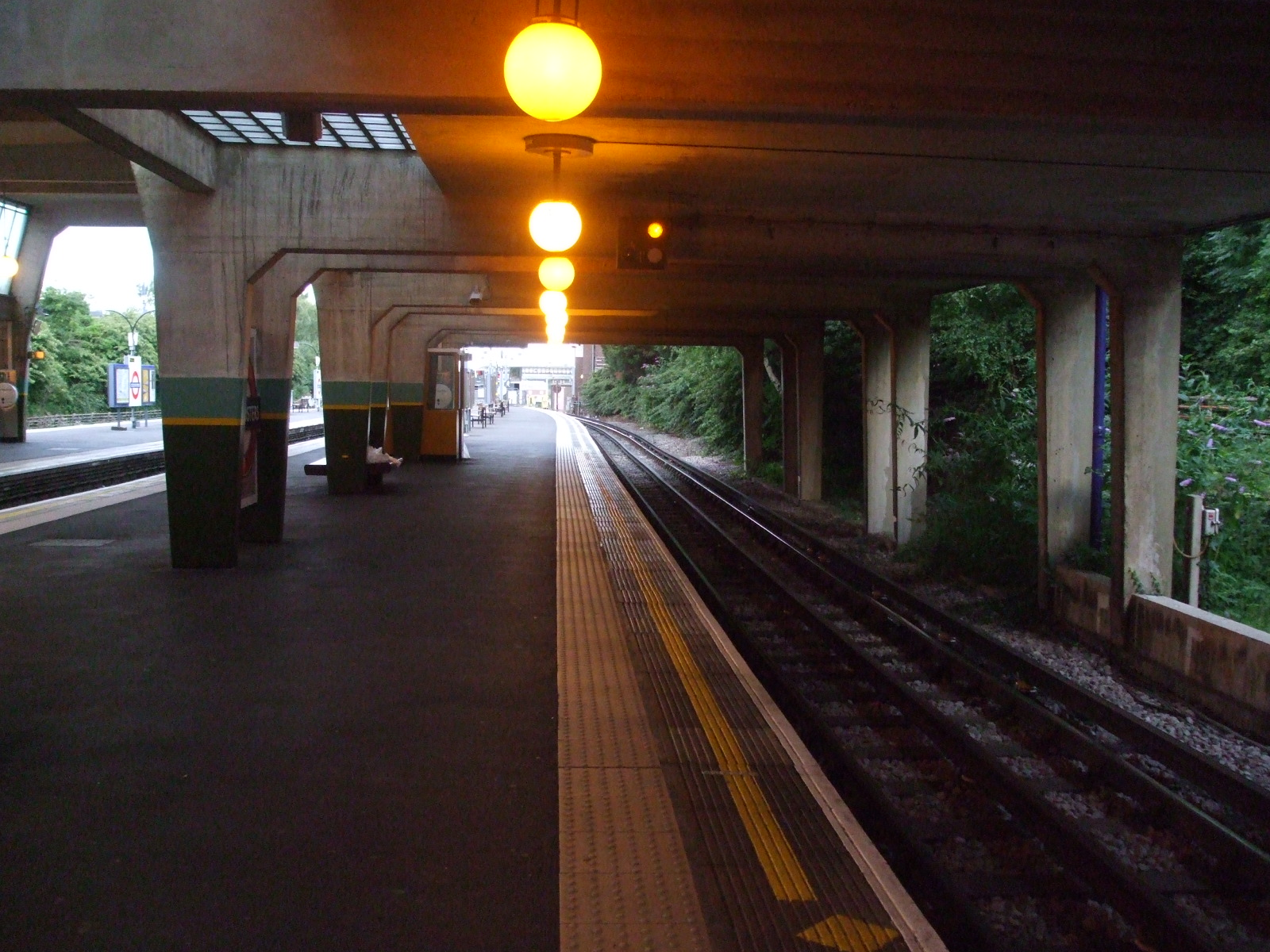
Piattaforme 1 e 2 in direzione sud
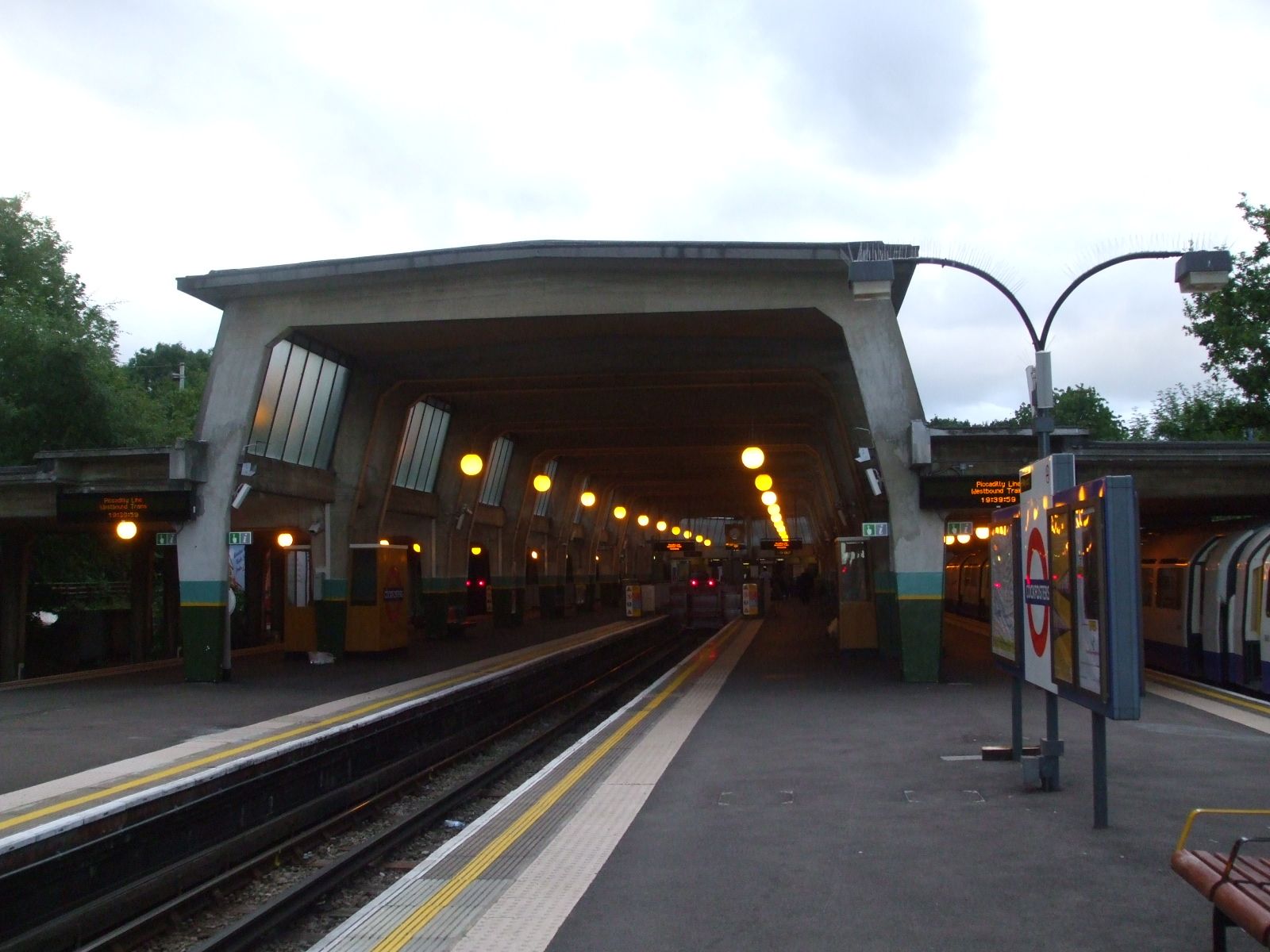
Binario centrale con le piattaforme 2 e 3